# Мила Турајлић
Мила Турајлић (Београд, 4. јул 1979) српска је филмска редитељка и продуценткиња. Режирала је вишеструко награђиване документарне филмове.

## Биографија
Мила Турајлић рођена је у Београду. Њена мајка Србијанка Турајлић била је била је српска универзитетска професорка и позната антиратна активисткиња. Студирала је политичке науке и филмску продукцију. Школовала се у Лондону. Магистрирала је међународне односе на Лондонској школи за економију, а докторирала филмске студије на Универзитету у Вестминстеру.
Прве послове на филму је нашла у Холивуду. Сарађивала је на филмовима Браћа Блум Рајана Џонсона и Апокалипто Мела Гибсона. Ово искуство код ње је учврстило став да жели да се бави искључиво документарним филмом.
Осим редитељског рада, она је један од оснивача удружења аутора и продуцената документарних филмова ДОКСрбија.  Годинама је учествовала у организацији фестивала документарног филма Седам величанствених. Чланица је Америчке филмске академије.
Живи на релацији Париз—Београд.

## Награде
Филмови Миле Турајлић награђени су бројним наградама на фестивалима широм света. Њен дебитантски филм Cinema Komunisto освојио је више од 15 награда, укључујући и награду Златни Хуго на Међународном филмском фестивалу у Чикагу. Филм Друга стана свега освојио је више од 30 угледних награда, међу којима је и престижна награда за најбољи документарни филм Међународног филмског фестивала у Торонту.
У новембру 2022. одликована је Орденом уметности и књижевности у рангу витеза због унапређења сарадње Француске и Србије.

## Филмографија
- Cinema Komunisto (2010)[5]
- Друга страна свега (2017)[6]
- Несврстани : сцене из фонда Лабудовић (2022)
- Филмске гериле : сцене из фонда Лабудовић (2022)[7]